# Picado (música)

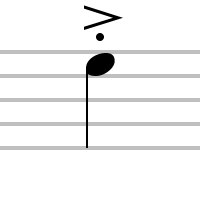
Figura 1. Picado.

El picado en notación musical es un signo de articulación que indica que la nota se toca más fuerte y se acorta respecto de su valor original, siendo separada de la nota que va a continuación por un silencio.

## Representación gráfica y efectos
Este signo de articulación puede aparecer representado en las partituras o partichelas mediante un punto de staccato, que significa que la duración debe abreviarse sosteniéndola durante un lapso menor de su duración total. Por encima se añade un acento, anotado mediante un signo "mayor que" (>), que implica también una acentuación en la intensidad de la figura, aumentando sensiblemente la fuerza con que se ejecuta la nota. 
Esta combinación de signos se coloca por encima de la nota si la plica apunta hacia abajo y por debajo si la plica apunta hacia arriba. En el caso de las redondas que carecen de plicas, se actúa como si la tuviesen; de tal forma que el signo se colocará por encima o por debajo de la nota en función de su ubicación en el pentagrama. Por último, cuando las direcciones de las plicas son distintas el signo de articulación se dibuja siempre por encima. La ubicación del signo es en el siguiente espacio de la cabeza de la nota, tanto si la nota se encuentra en una línea como en un espacio del pentagrama.

## Diferenciación de signos similares
La articulación denominada picado no debe ser confundida con otros signos musicales que puede presentar similitudes. 
- El staccato: La Real Academia Española en su diccionario define el término «picado» confundiéndolo con el italiano staccato. La RAE no incluye «staccato» por ser un vocablo extranjero y recomienda remplazarlo por el castellano «picado». Sin embargo, la interpretación de esta articulación no es algo cerrado y en cada época e incluso en cada intérprete puede haber diferencia o no entre ambos, y estos con el spiccato. Por su parte, algunos músicos entre los que se encuentran los argentinos, diferencian entre picado y staccato.

- El «picado» se representa como el punto de staccato pero por encima se le añade el signo de "mayor que" (>), que implica también una acentuación en la intensidad de la nota. Así pues, el picado supone la ejecución conjunta de staccato y acento.
- El «staccato» se escribe como un único punto sobre la figura y solamente modifica la duración del sonido, sin hacer variar la dinámica o intensidad de la nota.

- El acento: que se representa con el signo de "mayor que" (>) con forma de cuña abierta horizontal, indica que la nota a la que afecta debe tener un énfasis inicial y luego disminuir con bastante rapidez. Este signo es conocido por los músicos de formación clásica como marcato, aunque por lo general se refiere simplemente como un acento.

|                     |
| Figura 2. Staccato. |

|                   |
| Figura 3. Acento. |

## Técnicas interpretativas

### En instrumentos de cuerda frotada
Los instrumentos de cuerda frotada aplican una serie de técnicas con el arco para ejecutar las diferentes articulaciones. En este tipo de instrumentos cuando en cada nota se cambia la dirección del arco, las notas suenan separadas y por tanto se habla de notas separadas.
Para ejecutar el picado en este tipo de instrumentos el arco salta sobre la cuerda, por lo que las notas son más cortas que las separadas, donde para producirlas debe cambiarse la dirección del arco en cada nota. 